# Nysjön (Jokkmokks socken, Lappland, 741261-171114)
Nysjön är en sjö i Jokkmokks kommun i Lappland och ingår i Råneälvens huvudavrinningsområde. Sjön har en area på 0,0655 kvadratkilometer och ligger 427,9 meter över havet.

## Delavrinningsområde
Nysjön ingår i det delavrinningsområde (741358-171054) som SMHI kallar för Mynnar i Harrejåkkå. Medelhöjden är 425 meter över havet och ytan är 3,35 kvadratkilometer. Det finns inga avrinningsområden uppströms utan avrinningsområdet är högsta punkten. Vattendraget som avvattnar avrinningsområdet har biflödesordning 4, vilket innebär att vattnet flödar genom totalt 4 vattendrag innan det når havet efter 194 kilometer. Avrinningsområdet består mestadels av skog (81 procent). Avrinningsområdet har 0,52 kvadratkilometer vattenytor vilket ger det en sjöprocent på 15,7 procent.